# Bouvelobos

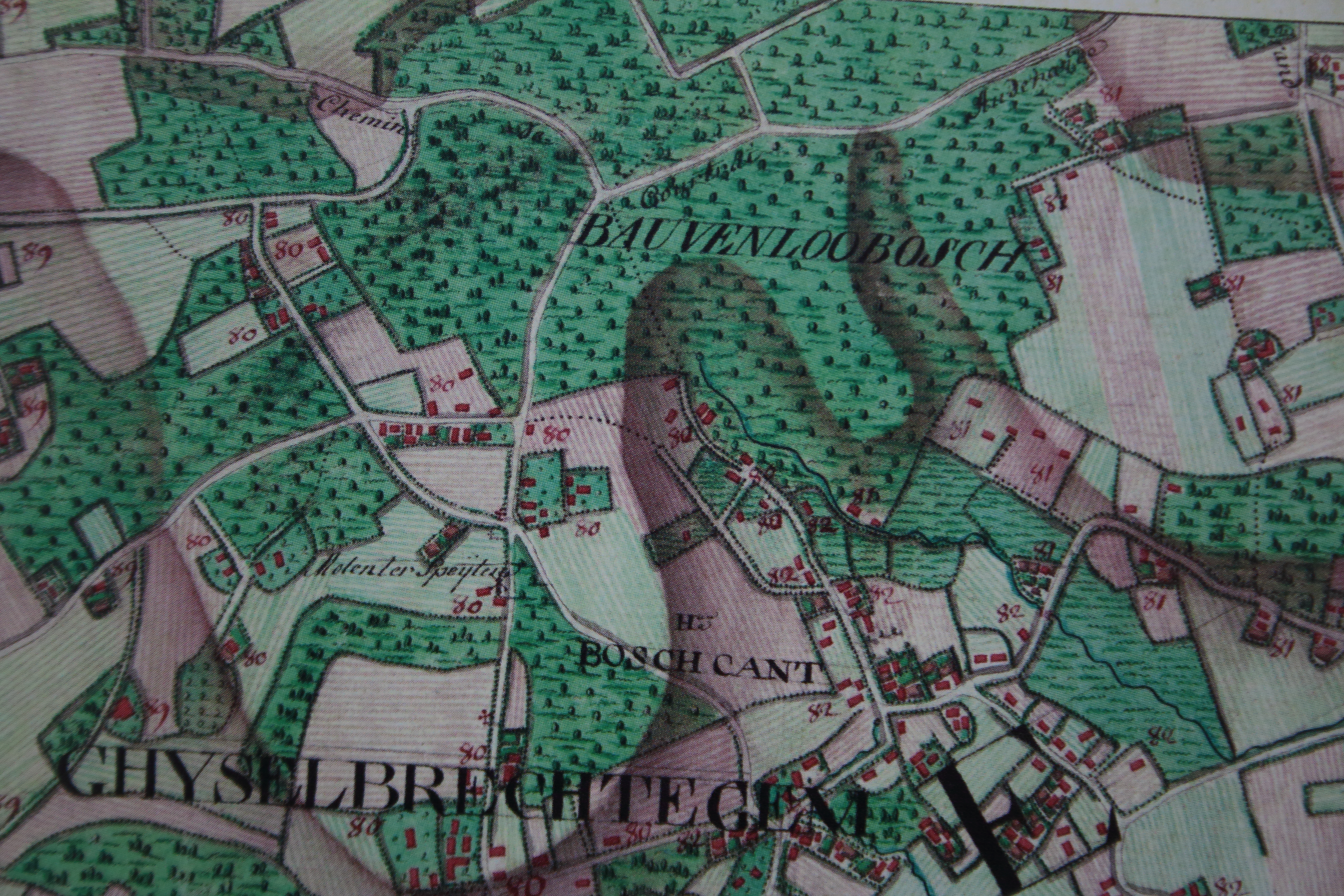
Bouvelobos op de Ferrariskaart

Het Bouvelobos is een natuurgebied in Oost-Vlaanderen aan de rand van de Vlaamse Ardennen in Wortegem-Petegem. Het bos maakt deel uit van het Vlaams Ecologisch Netwerk en is Europees beschermd als onderdeel van Natura 2000-gebied Bossen van de Vlaamse Ardennen en andere Zuid-Vlaamse bossen. Het is voornamelijk een beukenbos (met hier en daar ook eik, haagbeuk, els, es) dat niet vrij toegankelijk is (privédomein). Het Bouvelobos maakte vroeger deel uit van één groot bosgebied met de Oud-Moregembossen. In de 18de eeuw verscholen er zich roversbendes, waaronder die van Jan de Lichte. In het Bouvelobos bloeien onder andere wilde hyacint, boswederik, eenbes, bosanemoon, dalkruid. Er leeft bosmier, eikelmuis, hazelworm.